# Karl Seglem
Karl Seglem (Årdalstangen, 8 juli 1961) is een Noors jazzmuzikant en componist, die saxofoon en bukkehorn speelt. 
Zijn muzikale opleiding genoot hij aan de Voss Folkehøgskule van 1978 tot 1980. Na zijn opleiding werkte hij samen met diverse Noorse jazzmuzikanten, vormde zijn eigen band en nam albums op. Zijn hoofdinstrument was de saxofoon. 
Seglem is vooral bekend om de combinaties die hij maakt tussen jazz en Noorse volksmuziek en is daarmee een vertegenwoordiger van de Noordse jazz. In 1991 richtte hij zijn eigen jazzlabel NorCD op, aanvankelijk bedoeld om zijn eigen werk op uit te geven. Inmiddels is het een label waarop zowel jazz als volksmuziek wordt uitgebracht. Vanaf ongeveer 2000 begon hij te experimenteren met de bukkehorn, een blaasinsstrument gemaakt van de hoorn van een geit of ram. 

## Discografie
- 1988: Poems For Trio (Hot Club Records)
- 1991: Sogn-A-Song (NorCD)
- 1994: Rit (NorCD)
- 1998: Spir (NorCD)
- 2002: Nye nord (NorCD)
- 2004: New north (NorCD)
- 2004: Femstein (NorCD)
- 2005: Budda og reven Singie (NorCD)
- 2005: Reik (NorCD)
- 2006: Urbs (NorCD)
- 2008: Spelferd – a playful journey DVD (NorCD)
- 2009: NORSKjazz.no (NorCD)
- 2009: Skoddeheimen (NorCD)
- 2009: Draumkvedet (NorCD)
- 2010: Ossicles (NorCD)
- 2013: NyeSongar.no (Ozella Music)
- 2014: Som Spor (NorCD)
- 2015: Lærad The Tree (NorCD)
- 2015: Live In Germany (NorCD)
- 2015: WorldJazz (NorCD)
- 2016: Nordic Balm (NorCD)

- Bibsys: 97039805
- Bibliothèque nationale de France: cb14626238v (data)
- Gemeinsame Normdatei: 135363748
- International Standard Name Identifier: 0000 0000 6325 2636
- Library of Congress Control Number: n2009042247
- MusicBrainz: bdb39ad4-bde2-44ac-b63e-ca1a79c2be12
- Réseau des bibliothèques de Suisse occidentale: 02-A016532844
- Système universitaire de documentation: 087451174
- Virtual International Authority File: 80135847
- WorldCat: E39PBJf4f6Kq8Q7tR3cr8dW7HC